# Самурай 3: Двобій на острові
«Самурай 3: Двобій на острові» — кінофільм режисера Хіросі Інагакі, що вийшов на екрани в 1956 році.

## Зміст
Безкомпромісне і вражаюче завершення літопису доблесного шляху Міямото Мусасі. Іменитий захисник добра і справедливості має намір піти на спокій, але на горизонті знову з'являється тінь його заклятого ворога Сасакі Кодзіро. Хмари згущуються над островом Ганрю, де великим самураям судилося зійтися у вирішальній битві.

## Ролі
| Актор           | Роль |
| --------------- | ---- |
| Тосіро Міфуне   | -    |
| Кодзі Цурута    | -    |
| Каору Ятігуса   | -    |
| Мічіко Сага     | -    |
| Маріко Окада    | -    |
| Такасі Сімура   | -    |
| Мінору Чіакі    | -    |
| Такамару Сасакі | -    |
| Дайске Като     | -    |
| Харуо Танака    | -    |

## Знімальна група
- Режисер — Хіросі Інагакі
- Сценарист — Хіросі Інагакі, Токухеі Вакао, Хидей Ходзе
- Продюсер — Кацуо Такімура
- Композитор — Ікумі Ден